# Oswalt Kolle: Das Wunder der Liebe II – Sexuelle Partnerschaft
Oswalt Kolle: Das Wunder der Liebe II – Sexuelle Partnerschaft ist ein deutscher Aufklärungsfilm aus dem Jahr 1968 von Alexis Neve. Es handelt sich um ein Sequel des sehr erfolgreichen Films Oswalt Kolle: Das Wunder der Liebe auf der Grundlage der 1967 in der Zeitschrift Neue Revue erschienenen Serie Das Wunder der Liebe von Oswalt Kolle, der erneut auch das Drehbuch schrieb.

## Handlung
In einem Prolog unterhält sich Kolle mit zwei Wissenschaftlern darüber, ob die Sexuelle Revolution noch aufzuhalten sei und ob "die Pille die Moral verdirbt".
Im Hauptteil des Films beschreibt Kolle anhand ausgewählter Beispiele wie das menschliche Verhältnis zur Sexualität schon von klein auf durch traumatische Kindheits- und Jugendereignisse geprägt werden kann und sich jeder Mensch durch diese Erlebnisse seine eigenen Vorstellungen von Sexualität und einer erfüllten Partnerschaft bildet. Dieses wird am Beispiel von Michael und Monika, einem jungen Ehepaar, verdeutlicht. Die jeweilige Kindheit der beiden sowie deren erste sexuelle Erfahrungen werden dem Zuschauer vor Augen geführt. 

## Besonderes
Der Prolog sowie die Kindheit der beiden Protagonisten wurde in Schwarz-Weiß gedreht, während der Hauptteil (ab dem Punkt, wo sich Michael und Monika zum ersten Mal begegnen) in Farbe gedreht wurde. 
Der Film, sowie auch der erste Teil, können als Vorbild für die ersten Report-Filme der frühen 1970er Jahre (Schulmädchen-Report) angesehen werden, jedoch steht bei Kolle noch die Aufklärung und nicht der bloße Sexualakt im Vordergrund. Weshalb der Report-Film auch als Parodie des Aufklärungsfilms angesehen werden kann.
Die Uraufführung erfolgte am 19. September 1968 in Frankfurt am Main, Europa-Palast. 1969 erschien Das Wunder der Liebe von Oswalt Kolle auch als Buch.
1992 wurde für das Fernsehen eine 58-minütige Neufassung angefertigt.

## Kritiken
Beim zweiten Teil von Kolles Aufklärungs-Serie fielen die Kritiken noch relativ freundlich aus, verwiesen jedoch bereits auf die zunehmend auseinanderklaffenden Botschaften von Text und Bild und bemängelten das schablonenhafte Modell der Konfliktbewältigung. So schrieb der Evangelische Filmbeobachter in seiner Kritik Nr. 443 vom September 1968: „In seiner Ernsthaftigkeit und der Ehrlichkeit seiner Absichten unterscheidet sich der Film erheblich von anderen spekulativen Streifen, tritt jedoch, wie auch der 1. Teil, in der Gestaltung nicht den Beweis dafür an, daß Aufklärung im Film sinnvoll und möglich ist.“ Die Aufklärung finde mehr im Wort als im Bild statt. „Das geschieht in einem konventionellen (und langweiligen) Stil, wobei die Holzhammermethode keineswegs verschmäht wird, um dem Zuschauer klarzumachen, woran’s liegt.“
Die Düsseldorfer Nachrichten vom 23. Oktober 1968 kritisierten, „daß die Konflikte so fein säuberlich entstehen und wieder verschwinden und daß der Herr Sexual-Lehrer es nicht lassen kann, immer mit erhobenem Zeigefinger neben dem Bett zu stehen.“